# 1996 no jornalismo
Nesta página encontrará referências aos acontecimentos directamente relacionados com o jornalismo ocorridos durante o ano de 1996.

## Nascimentos
Israel César Brito de Lima

## Mortes
| Data         | Nome                      | Profissão  | Nacionalidade | Observações | Ref   |
| ------------ | ------------------------- | ---------- | ------------- | ----------- | ----- |
| 19 de agosto | Alberto Villaverde Cabral | jornalista | Portugal      | n. 1942     | [ 1 ] |